# 加特斯希拉
加特斯希拉（Ghatshila），是印度贾坎德邦Purbi Singhbhum县的一个城镇。总人口37850（2001年）。

## 人口
该地2001年总人口37850人，其中男性20040人，女性17810人；0—6岁人口4108人，其中男2208人，女1900人；识字率72.90%，其中男性为79.48%，女性为65.49%。